# Zdwiżenki
Zdwiżenki (ros. Здвиженки) – wieś (ros. деревня, trb. dieriewnia) w zachodniej Rosji, w osiedlu wiejskim Zaborjewskoje rejonu diemidowskiego w obwodzie smoleńskim.

## Geografia
Miejscowość położona jest 3,5 km przy drodze regionalnej 66N-0526 (66N-0508 / Zaborje – Troickoje), 7 km od drogi regionalnej 66N-0508 (Zaborje – 66N-0506 / Anosinki), 8 km od centrum administracyjnego osiedla wiejskiego (Zaborje), 18,5 km od centrum administracyjnego rejonu (Diemidow), 81 km od stolicy obwodu (Smoleńsk), 33 km od granicy z Białorusią.

## Demografia
W 2010 r. miejscowości nikt nie zamieszkiwał.

## Historia
W czasie II wojny światowej od lipca 1941 roku dieriewnia była okupowana przez hitlerowców. Wyzwolenie nastąpiło we wrześniu 1943 roku.